# Berge (Prignitz)
Berge er en kommune i i landkreis Prignitz beliggende i den tyske delstat Brandenburg. Den hører til Amt Putlitz-Berge .
Til Berge hører bydelene
- Grenzheim,
- Kleeste,
- Muggerkuhl
- Neuhausen.

Kommunen ligger i de sydlige udløbere af Ruhner Berge på grænsen til Mecklenburg-Vorpommern. Ved den østlig kommunegrænse har floden Schlatbach sit udspring, hvorfra den løber mod syd og løber ud i Stepenitz ved Perleberg.

## Seværdigheder
- Schloss Neuhausen